# Ikazia Ziekenhuis
Het Ikazia Ziekenhuis is sinds 1968 een ziekenhuis in het Rotterdamse stadsdeel Charlois. Het ziekenhuis staat aan de Montessoriweg, bij winkelcentrum Zuidplein en Rotterdam Ahoy. De naam van de weg verwijst naar Maria Montessori, die naast pedagoge ook arts was.
De naam Ikazia is een afkorting van InterKerkelijke Actie Ziekenhuis in Aanbouw, een stichting die in de jaren zestig lang geijverd heeft voor de bouw van het ziekenhuis. Dit leidde destijds tot in steen beitelen van de woorden uit Psalm 31:16a:  ‘Mijn tijden zijn in uw hand, red mij!'
Het ziekenhuis scoorde in de jaren 2010 steeds bovengemiddeld bij tevredenheids- en kwaliteitsonderzoeken door onder meer het opinieblad Elsevier en de beoordelingssite Zorgkaart Nederland.
In het Ikazia Ziekenhuis werkten anno 2022 circa 2500 mensen, waaronder 76 vrijgevestigde medisch specialisten.